# Hanauer Straße (München)
Die Hanauer Straße in München ist eine etwa 1,7 km lange von Süden nach Norden verlaufende Ausfallstraße im Stadtteil Moosach. Sie wurde 1913 nach der hessischen Stadt Hanau benannt.

## Geografische Lage
Die Hanauer Straße zweigt gegenüber dem Westfriedhof von der Dachauer Straße als Verlängerung der Orpheusstraße nach Norden ab. Sie kreuzt nach etwa 400 Metern den Georg-Brauchle-Ring. An der Kreuzung mit der Triebstraße mündet sie in die Lassallestraße.

## Bebauung

### Ehemalige Bebauung
Das Areal des Gaswerks Moosach der Stadtwerke München erstreckte sich zwischen Hanauer Straße, Georg-Brauchle-Ring und der Borstei. Hier wurde zwischen dessen Inbetriebnahme am 23. April 1909 bis zum 20. März 1967 durch Vergasung von Steinkohle Stadtgas erzeugt. In dieser Zeit wurden um die 15 Mio. t Kohle verarbeitet. Dabei entstanden auch ca. 500.000 t Teer und Teeröl als Nebenprodukte. Es war neben dem Gaswerk am Kirchstein und dem an der Thalkirchner Straße das dritte städtische Gaswerk. Bis 1975 wurde das Gelände weiter für die Gasverarbeitung genutzt, bevor die Anlage endgültig stillgelegt wurde.
In großem Umfang war das Areal anschließend durch Teer und Teeröl, die in der aktiven Zeit des Gaswerks in den Untergrund gelangt waren, verseucht. Nach langjährigem Leerstand erfolgte bis 1992 der Abriss der Gebäude. Seit Mitte 2005 ist hier Europas größtes Funnel-and-Gate-System im Betrieb, ein passiv arbeitendes Reinigungsverfahren. Die Anlage ist auf über 350 m³/h Wasser ausgelegt, das mit polyzyklischen aromatischen Kohlenwasserstoffen (PAK) belastet ist.
An der Hanauer Straße lag 1972 die Olympia-Pressestadt.

### Derzeitige Bebauung

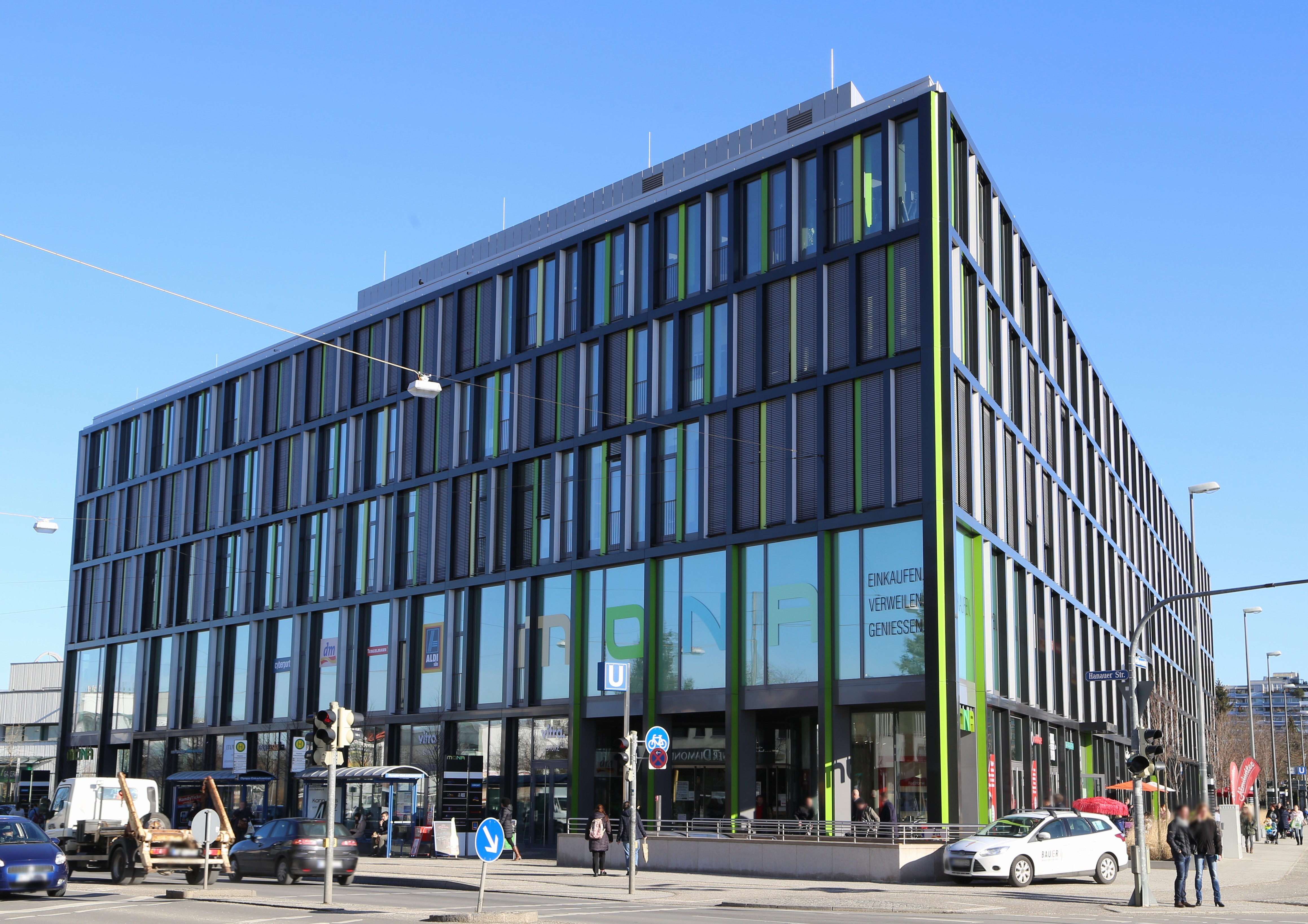
Mona

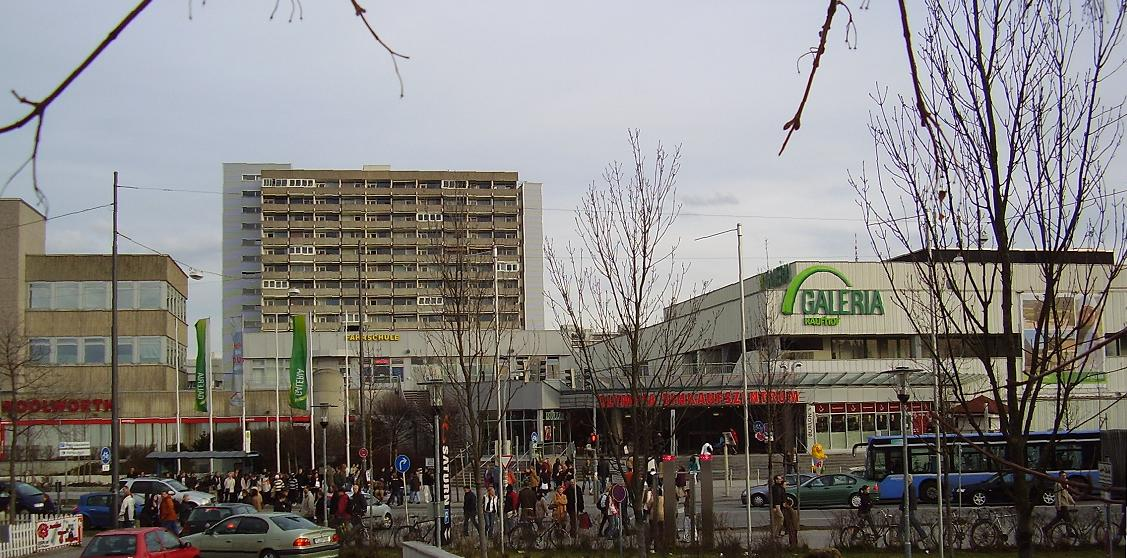
OEZ

An der Hanauer Straße 10/10a, 12/12a und 14/14a wurde 1919 – damals unmittelbar neben dem städtischen Gaswerk – durch die Bayerische Landessiedlung die Lehrkolonie Moosach erbaut: Drei Doppelhäuser als Einfamilien-Kleinhausbauten im Landhausstil dienten als Versuchsbauten zur Erprobung von Ersatzbaustoffen. Diese sind heute Kulturdenkmale aufgrund des Bayerischen Denkmalschutzgesetzes.
An der Hanauer Straße 46 liegt die Abteilung BMW Forschung und Technik.
An der Hanauer Straße 54 liegt die Evangelisch-methodistische Erlöserkirche, an der Hanauer Straße 61a die Stadtbibliothek Moosach.
Von Gewerbebetrieben und mehrstöckigen Wohnhäusern geprägt ist insbesondere der Bereich nördlich der Pelkovenstraße eines der bedeutenden Einzelhandelszentren Bayerns: Östlich grenzen das Mona (7.700 m² Verkaufsfläche) und das Olympia-Einkaufszentrum (56.000 m² Verkaufsfläche) an die Hanauer Straße. Auf der gegenüberliegenden Straßenseite liegen weitere Einzelhandelsflächen wie ein MediaMarkt sowie ein Ärztezentrum.

### Künftige Bebauung
Östlich des südlichen Teils der Hanauer Straße wird auf dem Gelände des ehemaligen Gaswerks an der Ecke zum Georg-Brauchle-Ring der Busbetriebshof Moosach mit Abstell-, Werkstatt- und Betriebshallen für 200 Fahrzeuge sowie einem sechsstöckigen Bürogebäude erbaut. Südlich davon entsteht rund um die Gebäude der Lehrkolonie ein Quartier mit zirka 600 Wohnungen für 1.350 Menschen, zwei Kindertagesstätten und einer Grundschule.

## ÖPNV
An der Hanauer Straße liegen die U-Bahnhöfe Georg-Brauchle-Ring (U1) und Olympia-Einkaufszentrum (U1/U3), an der Einmündung in die Dachauer Straße die Straßenbahnhaltestelle Hanauer Straße der Trambahnlinie 20/N20.

## Ereignisse

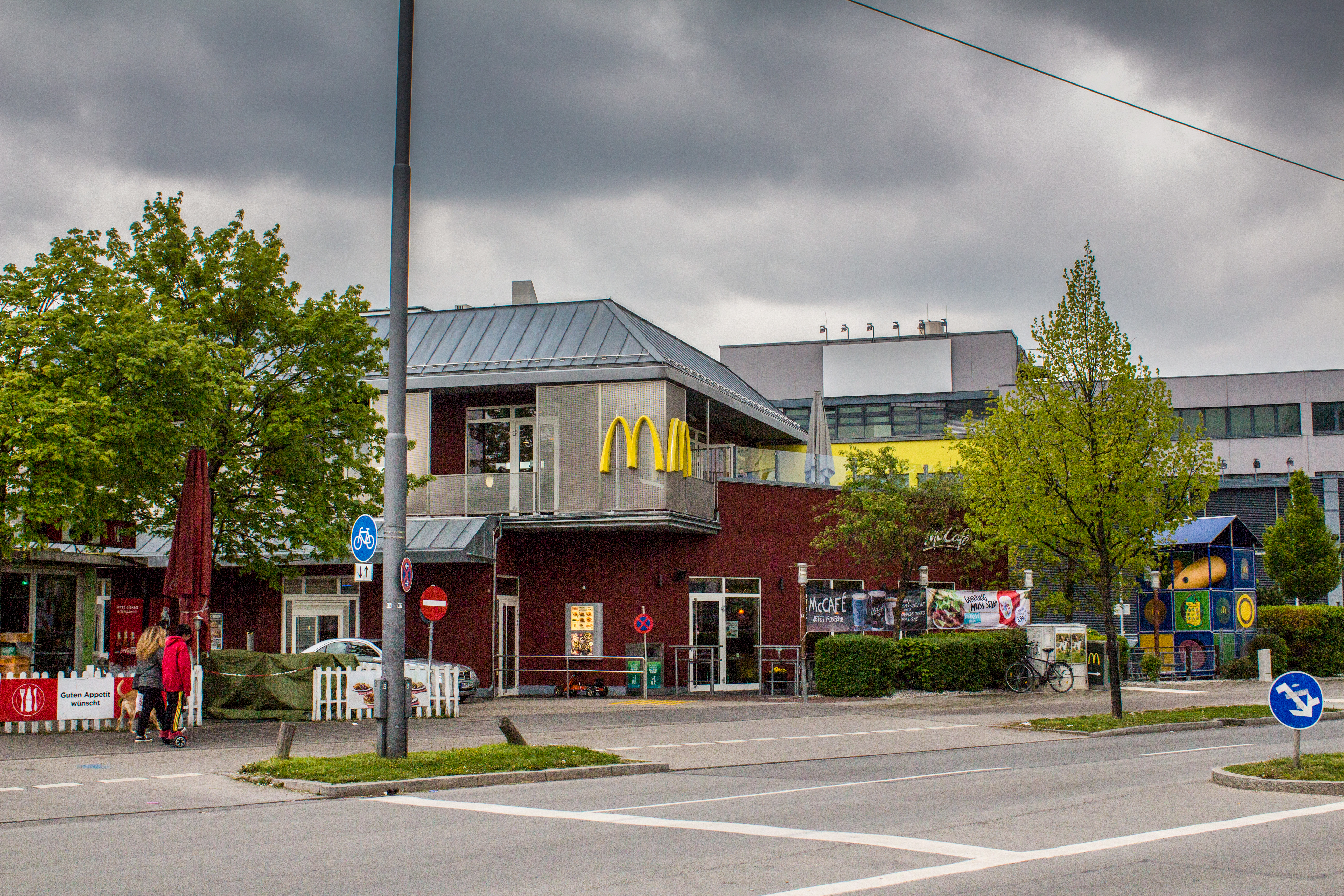
Tatort des Anschlags

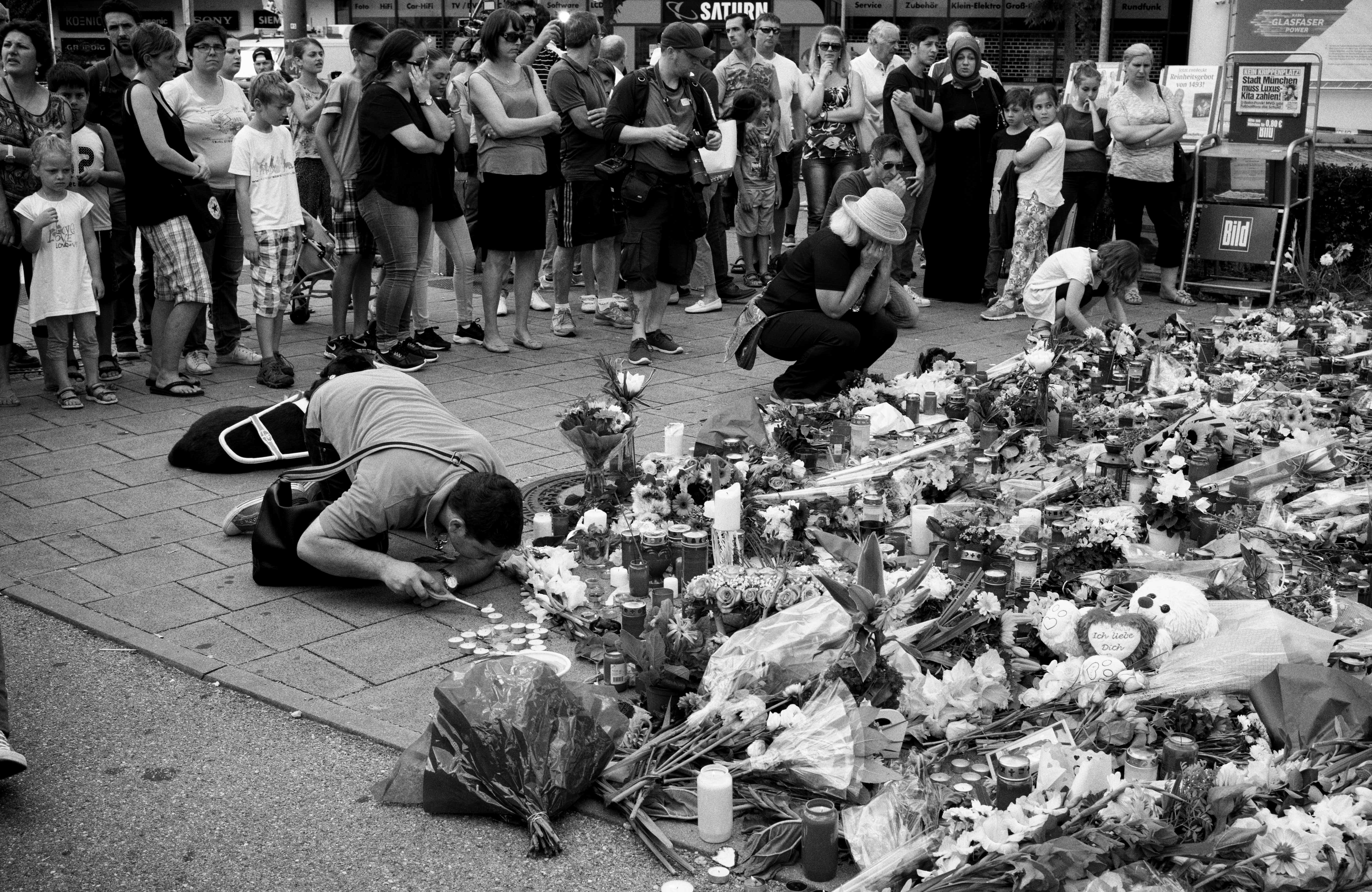
Blumenniederlegung

Die Hanauer Straße war am 22. Juli 2016 Haupttatort des Anschlags in München, bei dem fünf Menschen im McDonald’s-Restaurant auf der westlichen Seite der Straße starben, zwei weitere auf dem Bürgersteig vor dem Restaurant und eine weitere Person vor der unmittelbar südlich angrenzenden Saturn-Filiale. Der Täter überquerte die Hanauer Straße und tötete auf der Ostseite der Hanauer Straße im Olympia-Einkaufszentrum einen weiteren Menschen.
Auf Höhe der Hanauer Straße 77, zwischen McDonald’s und Saturn, wurde zum einjährigen Gedenken der Tat ein Mahnmal eingeweiht. Ein zehn Meter hoher Ginkgo-Baum wird von einem zwei Meter hohen und 2,5 Meter breiten Ring aus poliertem Edelstahl umfasst. Ein Teil des Rings ist im Boden versunken und erlaubt das Eintreten. Optisch gleicht das Denkmal einem Freundschafts- oder Ehering, dessen Außenseite die Inschrift „In Erinnerung an alle Opfer des Amoklaufs vom 22. Juli 2016“ ziert. Jeder Schmuckstein ist einem der Todesopfer gewidmet, im Inneren stehen die Namen. In den Boden eingelassen ist eine Beleuchtung, die den Ring in der Dunkelheit reflektieren lässt. Das von Elke Härtel entworfene Kunstwerk „Für Euch“ ging aus einem vom Stadtrat ausgeschriebenen Gestaltungswettbewerbs als Sieger hervor.